# 헬리콥터 큐브

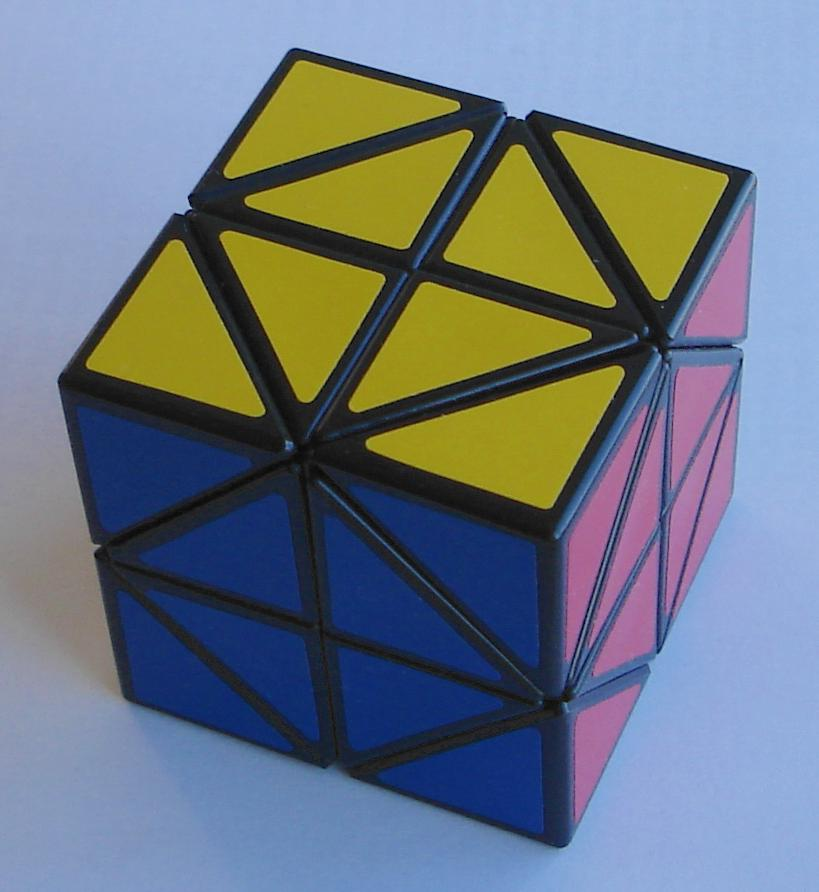
메페르트의 헬리콥터 큐브, 검은색 몸체

헬리콥터 큐브는 Adam G. Cowan이 2005년에 고안하여 2006년에 만든 루빅스 큐브 같은 퍼즐이다. 이것은 또한 정육면체의 모양을 가졌으나, 다르게 잘랐고, 큐브의 면을 중심으로 돌지 않고 모서리를 중심으로 돈다. 이 퍼즐의 목적은 색을 섞고, 면 당 하나의 색이 있는 원래 상태로 복구하는 것이다.

## 해석

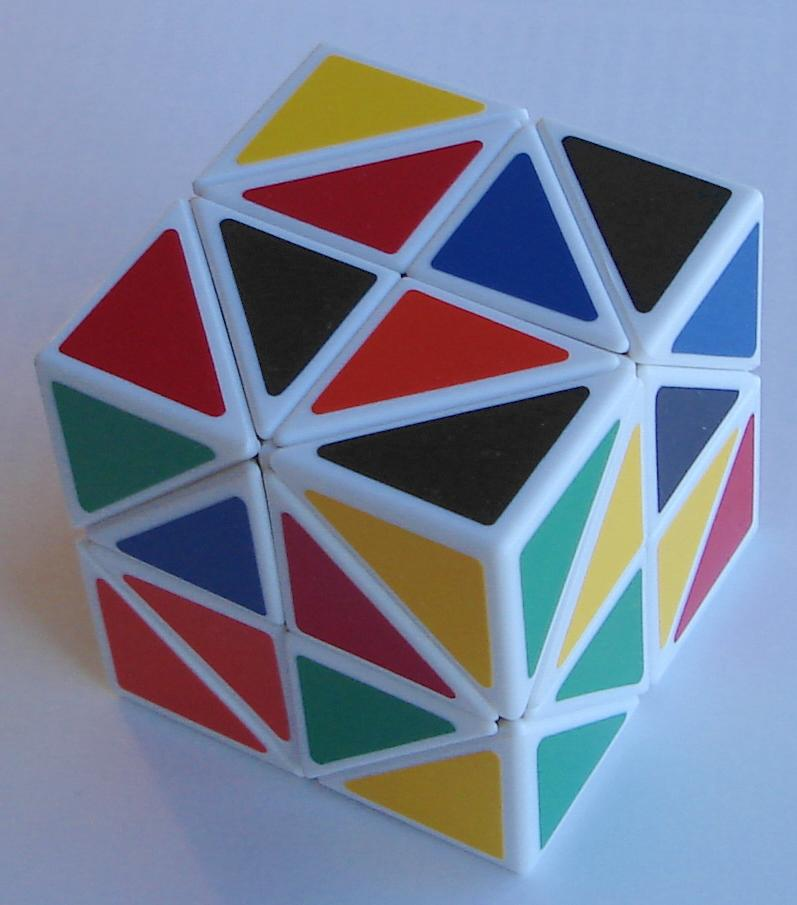
섞인 헬리콥터 큐브

헬리콥터 큐브는 정육면체 모양에서 귀퉁이 조각 8개와 면 중앙 조각 24개로 자른 것이다. 각 꼭짓점 조각은 3가지 색이 있고, 각 면 중앙 조각은 한가지 색을 가지고 있다. 루빅스 큐브와는 다르게, 그 면은 돌지 않는다; 대신에, 조각들은 정육면체 모서리 주변을 돌면서 섞인다.
퍼즐을 돌릴 때, 180° 회전은 두 귀퉁이 조각을 교환하고 면 중앙 조각 쌍을 뒤집지만, 정육면체 모양을 보존한다. 전체 퍼즐은 이렇게 섞을 수 있다.
하지만, 모서리를 ~71°만큼 돌려서 두 귀퉁이 조각과 면 중앙 조각이 다른 모서리의 그룹의 밑면이 회전면에 정렬되도록 돌리는 것도 가능하다. 두번째 모서리는 회전할 수 있어서, 귀퉁이 조각과 면 중앙 조각을 섞으며 퍼즐이 정육면체 형태에서 벗어나게 한다. 이런 종류의 섞는 것은 점블링 이동(jumbling move)이라고 불린다. 섞인 조각의 달라지는 모양 때문에, 정육면체 모양에서 가능했던 일부 회전을 더 이상 점블링된 모양에서 할 수 없을 수도 있다. 이런 "점블링 이동"의 조합을 사용해서, 큐브 모양으로 되돌릴 수 있지만 면 중앙 조각이 잘못된 방향에 있어서, 정육면체의 면이 평평하기보다는 가시처럼 바깥으로 뻗어나와있다. 나중에 설명할 미묘한 변화가 나타날 수 있다.
헬리콥터 큐브의 변형이 네개가 있다:
- The Twisty Store에서 제조된 (우베 메페르트(Uwe Mèffert)가 판) 귀퉁이 조각이 8개이고 면 중앙 조각이 24개인 오리지날 헬리콥터 큐브;
- Tom van der Zanden의 색이 두 개인 모서리 조각 12개를 추가로 가지는 "커비콥터"(Curvy Copter);[4]
- Tom van der Zanden의 중앙 면 조각을 추가적으로 잘라서 퍼즐에 점블링 이동이 더 많이 일어나게 한 "커비콥터 플러스"(Curvy Copter Plus);
- Tom van der Zanden의 오리지날 헬리콥터 큐브와 정확히 동일하게 생겼지만 스큐브처럼 움직일 수 있는 "헬리콥터 스큐브"(Helicopter Skewb).

|  |  |  |

## 해법

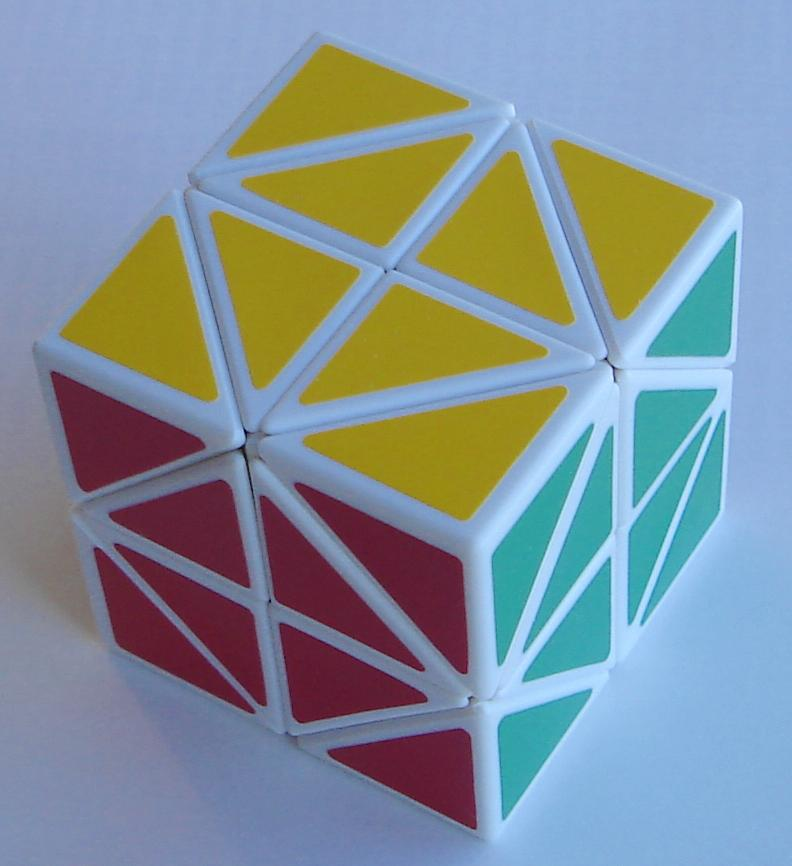
메페르트의 헬리콥터 큐브, 흰색 몸체, 완성됨

퍼즐이 180° 회전만을 사용해서 섞였다면, 이것은 자명하게 180° 회전만을 이용해서 풀 수 있다. 하지만, 점블링 이동을 몇 번 했으면, 심지어 퍼즐이 우연히 정육면체 형태로 되돌아왔다고 하더라도, 이것은 180° 회전만을 이용해서 풀 수 없을 수 있다. 그 이유는 180° 회전만을 사용하면 각 면 중앙 조각이 궤도를 가리키는 6-원소 주기 안에서만 조합되기 때문이다. 다른 궤도에 있는 면 중앙 조각은 180° 회전만으로 교환할 수 없다. 하지만, 점블링 이동은 다른 궤도간 면 중앙 조각 조합을 가능하게 하기 때문에, 퍼즐을 180° 회전만으로 풀 수 없는 상태로 만든다.

## 조합의 수
점블링되지 않고 섞인 (180도 회전만으로 섞인)헬리콥터 큐브는 {\displaystyle {\frac {7!\cdot 3^{6}\cdot 6!^{4}}{2}}}가지 조합을 가진다. 풀어쓴 숫자는493694233804800000이다 (약 49경(京))이다.
점블링 이동으로 섞였지만 여전히 정육면체 모양으로 남아있는 헬리콥터 큐브는 {\displaystyle {\frac {7!\cdot 3^{6}\cdot 24!}{4!^{6}}}}가지 조합이 있다. 풀어쓴 숫자는 11928787020628077600000 (약 119해(垓))이다.
점블링 되었을 때, 총 1,305,133가지의 모양이 있다. 이전의 결과에 이것을 곱하면 점블링 된 위치를 포함한 조합의 수 15568653590593384802320800000 (약 1.56 양(穰))을 얻는다.

## 같이 보기
- 스퀘어-1, 모양이 바뀌는 정육면체 모양 퍼즐.